# Llanegryn
Llanegryn är en community i Storbritannien.   Den ligger i kommunen Gwynedd och riksdelen Wales, i den södra delen av landet, 290 km väster om huvudstaden London.